# AIDC F-CK-1 Ching-Kuo
L'AIDC F-CK-1 Ching-Kuo (經國號戰機) est un avion de chasse taïwanais construit par AIDC (Aerospace Industrial Development Corp). Il est basé sur le F-16. Le F-CK-1 est baptisé Ching-Kuo du prénom du fils défunt du président Tchang Kaï-chek. Il est communément nommé IDF pour Indigenous Defense Fighter.

## Développement

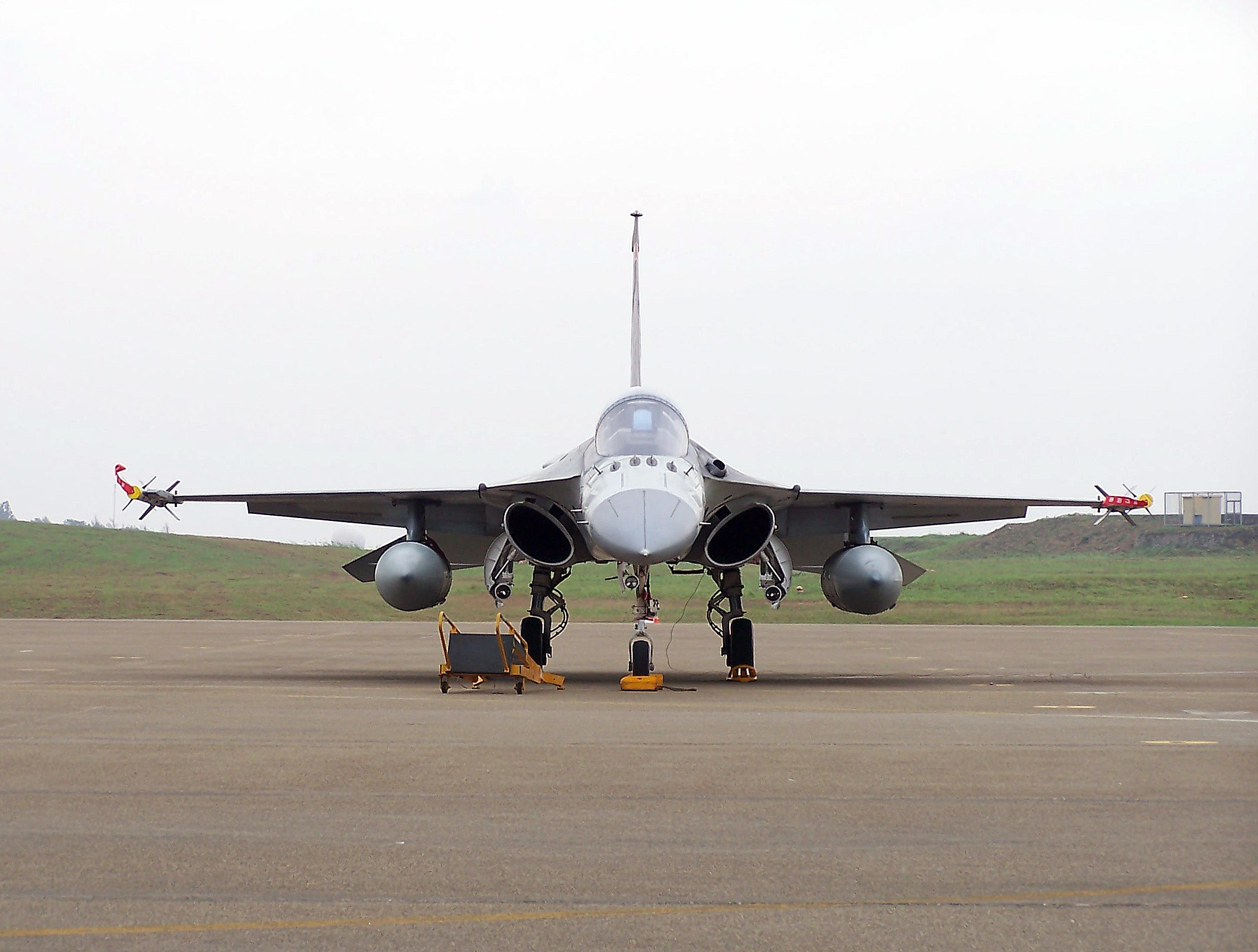
Vue de face d'un F-CK-1A

Afin de ne plus se trouver sous le coup d'un embargo américain comme en 1980, le gouvernement de Taïwan autorisa le lancement en mai 1982 par AIDC de la conception du premier avion de combat développé sur l'île.
AIDC entama alors la conception de l'Indigenous Defence Fighter (IDF), avec l'aide technique de la division avions militaires de General Dynamics pour la cellule, de Garrett pour les moteurs et de Westinghouse pour le radar.
Le premier vol eut lieu le 28 mai 1989. Ce prototype monoplace (77-8001) fut suivi de deux autres (78-8002 et 78-8003) respectivement le 27 septembre 1989 et le 10 janvier 1990 et d'un prototype biplace (79-8004) le 10 juillet 1990, ils précédaient une présérie de dix appareils servant à valider le concept général de l'avion. L'appareil 78-8002 fut perdu le 12 juillet 1991 à la suite de vibrations durant une accélération transsonique. Les capacités d'attaque air-sol de l'appareil furent validées en juin 1997. Le programme d'essais prit fin le 1er octobre 1997 après 2 950 heures de vol. Les appareils de présérie furent mis en production en octobre 1990 et le 19 novembre 1993 le dernier fut livré à la RoCAF.
Le premier tir d'un missile air-air Tien-Chien I eut lieu à la fin de l'année 1992, suivi à la mi-1994 d'un tir de missile Tien-Chien II. Au total, la commande porta sur 120 appareils, le premier appareil de série effectua son premier vol le 10 janvier 1994. Ils furent livrés au rythme de 2 appareils par mois à partir de 1994, mais une interruption eut lieu en octobre 1995 après la sortie du 51e exemplaire afin d'effectuer des modifications sur le système de gestion du carburant. La production reprit en mai 1996. Les deux derniers appareils furent livrés le 14 janvier 2000 et la seconde escadre aérienne (1st TFW) fut déclarée opérationnelle en juillet de la même année.
Actuellement une centaine de Ching-Kuo sont opérationnels. La commande initiale de 256 avions a été réduite à 130 dont 28 biplaces, à cause d'une augmentation des coûts du programme et de l'achat à des conditions avantageuses de 60 Dassault Mirage 2000-5 et de 150 F-16 A/B block 20.

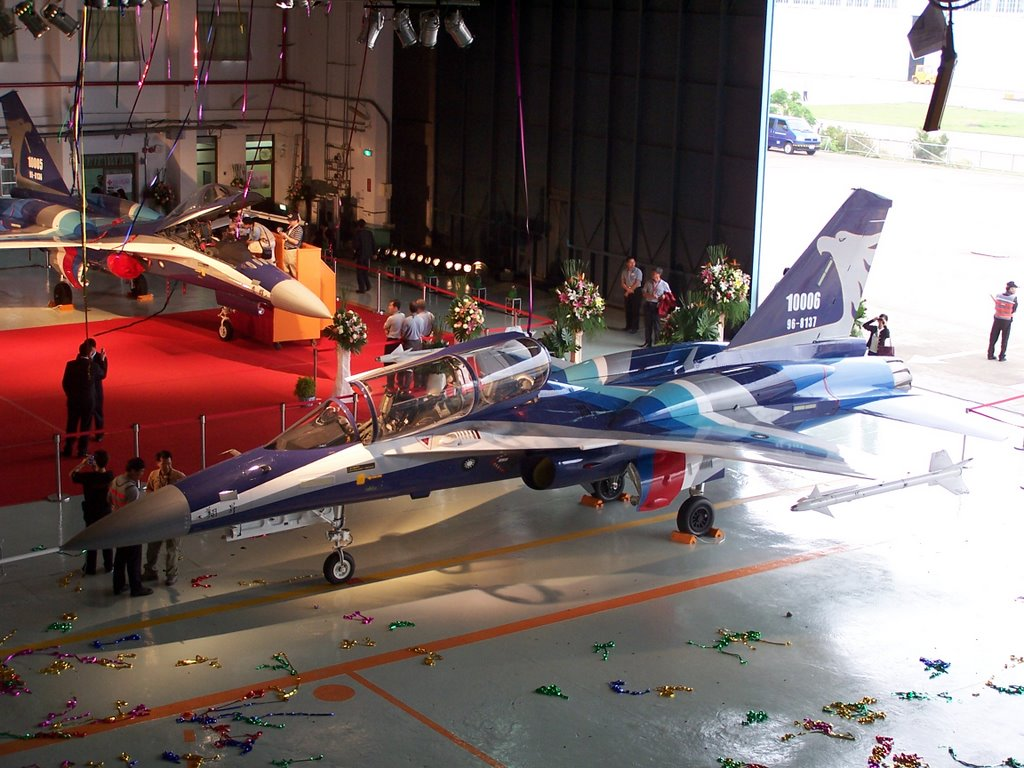
Les deux premiers Brave Hawk en 2007.

La production des F-CK-1 s'est arrêtée en 1999.
En 2007, une modernisation a été décidée, d'un coût d'environ 500 millions de dollars, elle porte sur 127 appareils désignés F-CK-1C/D Hsiung Ying ou Brave Hawk avec une avionique améliorée, une signature radar diminuée, une capacité d'attaque au sol accrue, l’emport de missile antiradar TC-2A et de missile air-surface Wan Chien à sous-munitions. L'emport prévu de réservoirs conformes a été abandonné. Cette version est entrée en service en janvier 2014, 71 avions ont été modernisés en 2014 et 56 autres devraient l'être d'ici 2017.

## Description

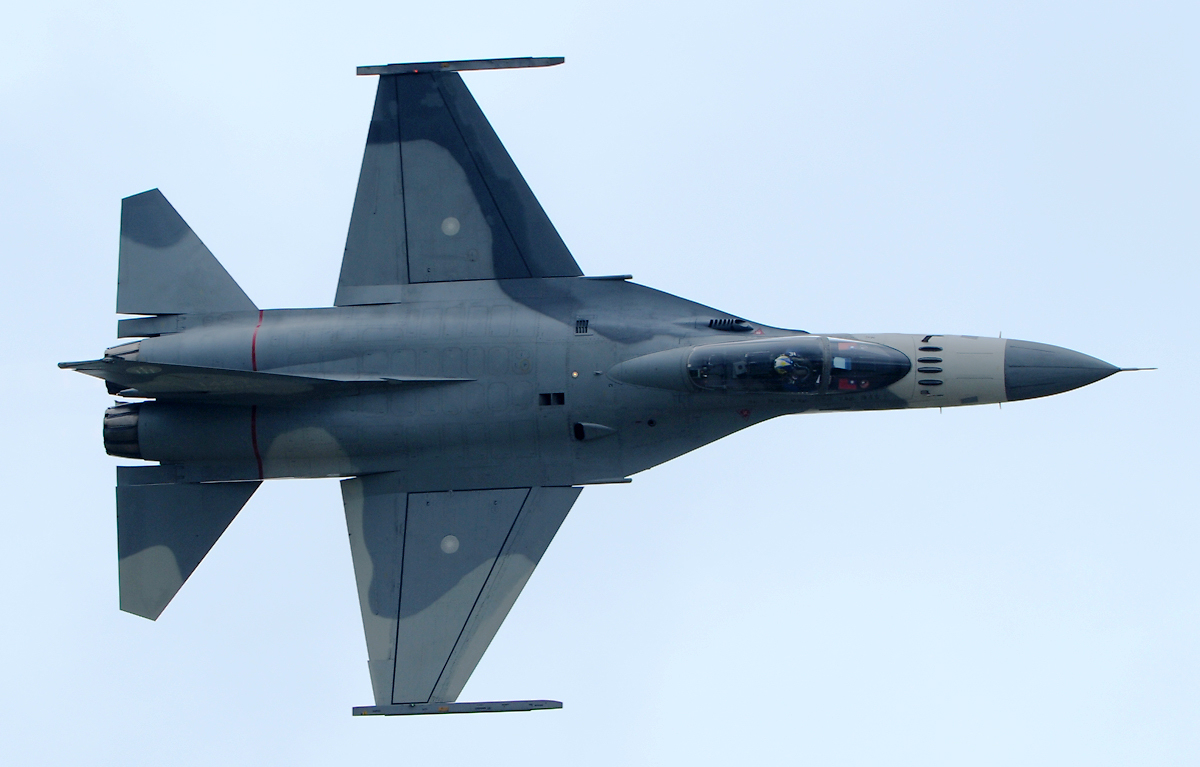
Un F-CK-1A en vol.

Le F-CK-1 emprunte une grande partie sa cellule au F-16 ainsi qu'à d'autres chasseurs américains. Pour réduire les coûts de développement de l'IDF, AIDC a réutilisé des études aérodynamiques faites aux États-Unis et en intégrant des systèmes et une avionique provenant d'avions existants. En effet, les commandes de vol électriques proviennent du F-16, les atterrisseurs du F-5, le canon du F/A-18, etc.
La structure de l'appareil est principalement composée d'aluminium tandis que les parties mobiles (gouvernes, volets, aérofreins) utilisent des composites. Le train d'atterrissage se rétracte hydrauliquement et chaque jambe est dotée d'une seule roue et d'un amortisseur oléo-pneumatique. L'avion dispose de deux circuits hydrauliques indépendants pressurisés à 214 bars actionnant, les gouvernes, les dispositifs hypersustentateurs et le train d'atterrissage ; il dispose aussi d'un circuit pneumatique pressurisé à 20,7 bars servant à déployer le train d'atterrissage en cas d'urgence. Le pilote est assis sur un siège éjectable Martin-Baker Mk.12 zéro-zéro incliné à 30°. Au niveau avionique, il dispose d'un système de navigation inertielle Honeywell H423, d'écrans multi-fonctions et d'un afficheur tête haute.
L'appareil est propulsé par deux turboréacteurs à double-flux dotés de postcombustion TFE 1040-70 développant 26,8 kN de poussée, placés de part et d'autre du fuselage. Ils sont alimentés par trois réservoirs internes pouvant contenir 2 517 l de carburant et aussi par deux réservoirs largables de 568 l sous les ailes et un de 1 041 l sous le fuselage.
Il est équipé d'un radar multimode à impulsion Kam-Lung GD 53 tiré du Lockheed Martin AN/APG-67 (en) d'une portée de 150 km. L'armement du Ching-Kuo est principalement constitué de missiles air-air développés par l'institut Chung Shan, tels que les Tien Chien I (en) (à guidage infrarouge) et II (à guidage radar), qui sont présentés comme des copies améliorées des missiles américains AIM-9L Sidewinder et AIM-120 AMRAAM dotés d'autodirecteurs développés par Taïwan. Il peut aussi emporter des bombes à sous-munitions Wan-Chien, les missiles antinavires Hsiung Feng II et le missile américain antichar AGM-65 Maverick. Il emporte son armement sur six points d'emport : deux sous le fuselage, un sous chaque aile et un à l'extrémité de chacune d'elles. Pour sa protection, l'appareil est équipé de contre-mesures électroniques Northrop Grumman RWR.

## Engagements
À l'heure actuelle, le Ching-Kuo n'a jamais été engagé au combat.

## Variantes
- F-CK-1A : Chasseur monoplace, 3 prototypes et 103 appareils de série.
- F-CK-1B : Chasseur biplace d'entraînement, 1 prototype et 27 appareils de série.
- F-CK-1C/D : Amélioration de 127 A/B.
- AIDC T-5 Brave Eagle ou XT-5 Blue Magpie (ou 藍鵲, pie bleue en français)[5] : Avion d'entrainement avancé basé sur le F-CK-1, doit être construit à 66 unités d'ici 2026[6]. Premier vol le 10 juin 2020[7].

## Utilisateurs
- Republic of China Air Force (RoCAF): Force aérienne taïwanaise.

### Sources
- (en) Paul Eden (éditeur), Encyclopedia of modern military aircraft, Londres, Amber Books Ltd, 1er juin 2006, 512 p. (ISBN 978-1-904687-84-9).
- (en) Stewart Wilson, Combat Aircraft since 1945, Londres, Aerospace Publications, 2000, 2000, 155 p. (ISBN 978-1-875671-50-2 et 1-875671-50-1).
- (en) Jon Lake, « AIDC Ching-Kuo: The Indigenous Defence Fighter », World Air Power Journal, London:Aerospace Publishing, no Volume 26,‎ autumn/fall 1996, p. 28–41 (ISBN 1-8740-2381-6, ISSN 0959-7050).
- (en) Michael J.H. Taylor, Brassey's world aircraft and systems directory, 1999-2000, Herndon, VA, Brassey's Inc, 1999, 787 p. (ISBN 978-1-85753-245-6, OCLC 41510501).
- Pierre Gaillard, Avions et hélicoptères militaires d'aujourd'hui, Clichy, éditions Larivière, coll. « Docavia » (no 39), 1999, 304 p. (ISBN 2-907051-24-5, EAN 978-2-907-05124-8)
- Jane's Handbook.

### Développement lié
- General Dynamics F-16 Fighting Falcon

### Aéronefs comparables
- Northrop F-20 Tigershark
- HAL Tejas
- Dassault Mirage 2000